# Deroceras fatrense
Deroceras fatrense е вид коремоного от семейство Agriolimacidae.

## Разпространение
Видът е разпространен в Словакия.